# Матлак Назар Тарасович
Наза́р Тара́сович Матла́к (позивні «Павло», «Штахета»; 9 серпня 1991, м. Борщів, Тернопільська область — 18 червня 2023) — український громадський діяч, волонтер, військовослужбовець, солдат Збройних сил України, учасник російсько-української війни. Член ОУН (б), Молодіжного націоналістичного конгресу (2010). Кавалер ордена «За мужність» III ступеня (2022).

## Життєпис
Назар Матлак народився 9 серпня 1991 року в місті Борщеві, нині Борщівської громади Чортківського району Тернопільської области України.
Навчався у Борщівському навчально-виховному комплексі  «Загальноосвітній навчальний заклад № 3 — гімназія імені Романа Андріяшика».
У 2010 році вступив до лав Молодіжного націоналістичного конгресу. Був вишкільником, господарником, організатором та головою Київської міської організації МНК.
Після школи вступив у Національний  Авіаційний Університет в Києві на спеціальність Авіоніка.
Учасник Революції гідності, був у складі 14 сотні Самооборони Майдану «Вільні Люди». З початком російсько-української війни почав волонтерити.
Працював у видавництві «Українська Видавнича Справа»; 2019—2022 — верстальник і технічний редактор видавництва «Наш Формат» (2019—2022).
Після початку широкомасштабного російського вторгнення в Україну мобілізувався у роту охорони в Києві через відсутність місць в ТРО. Виконував задачі з охорони Територіального центру комплектування в Києві. Після втечі російських військ з-під Києва у травні перевівся в 54-ту окрему механізовану бригаду імені гетьмана Івана Мазепи у піхоту, захищав країну на Донецькому напрямку поблизу Соледару, згодом бригада перейшла на бахмутський напрямок. На початку зими Назар отримав поранення, одразу після відновлення продовжив службу на передовій. За особисту мужність і самовідданість, виявлену у захисті держави, 28 грудня 2022 року Указом Президента відзначений орденом «За мужність» III ступеня. В червні 2023 року перевівся в 47-му окрему механізовану бригаду «Маґура», де обіймав посаду водія в мінометному взводі.
Загинув 18 червня 2023 року.
Залишилися батьки, брат і дружина.

## Нагороди
- орден «За мужність» III ступеня (28 грудня 2022) — за особисту мужність і самовідданість, виявлені у захисті державного суверенітету та територіальної цілісності України, вірність військовій присязі[3].